# Lista Clinton
La Lista Clinton (oficialmente: Specially Designated Narcotics Traffickers o SDNT list) es como se le conoce a la lista negra de empresas y personas vinculadas de tener relaciones con dinero proveniente del narcotráfico en el mundo.

## Historia
La lista es emitida por la Oficina de Control de Bienes Extranjeros (Office of Foreign Assets Control (OFAC) del Departamento del Tesoro de los Estados Unidos y fue creada en octubre de 1995, por la Orden Ejecutiva 12978, emitida por el presidente Bill Clinton como parte de una serie de medidas en la guerra contra las drogas y el lavado de activos.
La Orden Ejecutiva 12978 declaró a los cárteles de la droga en Colombia como una amenaza a la seguridad nacional y economía de los Estados Unidos y empezó por nombrar a los cuatro jefes del Cartel de Cali - Gilberto Rodríguez Orejuela, Miguel Rodríguez Orejuela, José Santacruz Londoño y Helmer Herrera Buitrago. Las personas naturales o jurídicas que aparecen en dicha lista no pueden hacer transacciones financieras o tener negocios comerciales con los Estados Unidos y las empresas de dicho país que tengan relación con ellos incurren en un delito.
En Colombia, uno de los países más afectados por la guerra contra el narcotráfico, se calcula que más de mil personas y más de 600 empresas han aparecido en la lista desde el 1995. Las personas y empresas colombianas dentro de esta lista no incurren en delito en el país pero sí ven limitados sus transacciones con entidades bancarias. También hubo casos en que aparecen en la lista personas que nunca han tenido relación con dineros ilícitos y se han visto perjudicadas, algunos por haber trabajado en empresas que también fueron incluidas en la lista por considerarse fachadas para el narcotráfico y otros que fueron incluidos por error al tener nombres similares a personas relacionadas con el narcotráfico.
En junio de 1999 el club América de Cali fue incluido formalmente en la lista, debido a que algunos de sus accionistas desde 1980 hacían parte de la cúpula del Cartel de Cali.
En diciembre de 1999, los senadores Dianne Feinstein y Paul Coverdell patrocinaron una nueva ley en el Congreso llamado el "Foreign Narcotics Kingpin Designation Act" que dio poderes a la OFAC para atacar a las redes financieras de narcotraficantes a nivel mundial.  Basada en la exitosa Orden Ejecutiva 12978 ("Lista Clinton"), la Ley Kingpin fue un intento para replicar las sanciones económicas en contra de los carteles de la droga en Colombia también en México, Perú, Asia, África, Europa y el Medio Oriente. De acuerdo con testimonio del Director de la OFAC frente al Congreso, la Orden Ejecutiva 12978 continuaría en Colombia y la Ley Kingpin enfocaría en los grandes narcotraficantes en el resto del mundo. En 2003, el presidente Bush decidió usar la Ley Kingpin para nombrar a las Fuerzas Armadas Revolucionarias de Colombia y las Autodefensas Unidas de Colombia como grupos armados dedicados al narcotráfico. Desde entonces, la OFAC ha nombrado a jefes guerrilleros y paramilitares igual como redes de lavado de activos de los dos grupos armados. En septiembre del 2008, designaron a tres oficiales del gobierno de Venezuela que ayudaba a las actividades del narcotráfico de las FARC.
El 31 de julio del año 2017, el Departamento del Tesoro de los Estados Unidos aprobó las sanciones contra el Presidente de Venezuela, Nicolás Maduro, como miembro del Cártel de los Soles por sospechas de narcotráfico, tráfico de armas y blanqueo de capitales, donde también estarían implicados funcionarios del Alto Mando Militar de Venezuela, como Vladimir Padrino López, Diosdado Cabello, entre otros. Aunado a esto, la decisión fue formalizada por apoyar y acelerar un proceso electoral fraudulento, la Asamblea Nacional Constituyente de Venezuela de 2017, con el fin de perpetuarse en el poder y pasar a una dictadura.